# Cliff Almond
Cliff Almond (* um 1969 in San Diego, Kalifornien) ist ein US-amerikanischer Jazz- und Fusionmusiker (Schlagzeug, auch Perkussion).

## Leben und Wirken
Almond stammt aus einer musikalischen Familie; seine Mutter war Klavierlehrerin und sein Vater Chordirigent. Er erhielt eine klassische Ausbildung und wurde im Alter von fünf Jahren auf Geige und Klavier nach der Suzuki-Methode unterrichtet. Nachdem er sich für das Schlagzeug entschieden hatte, besuchte er die School of Creative and Performing Arts in San Diego und spielte dort in Orchestern, Theaterorchestern und Jazzensembles. Bald trat er auch sonst im Raum San Diego und Los Angeles auf. Mit 18 Jahren begann er am Percussion Institute of Technology in Hollywood bei Steve Houghton, Casey Scheurell, Ralph Humphrey, Joe Pocaro und Peter Erskine zu studieren. Mit 20 Jahren entdeckte ihn der Schlagzeuger Dave Weckl, der ihn an den Pianisten Michel Camilo empfahl. Er zog nach New York City, wo er fortan in verschiedenen Stilen und Genres beschäftigt war. Er arbeitete ab den frühen 1990er-Jahren in der New Yorker Jazzszene mit Camilo und Ralph Bowen, mit denen auch 1990 erste Plattenaufnahmen entstanden (On the Other Hand). In den folgenden Jahren spielte er u. a. auch mit dem Manhattan Jazz Quintet, Pete Levin, Jeff Berlin, Charles Flores und Bunny Brunel. Er wirkte mit Camilo auch beim Soundtrack des Films Two Much – Eine Blondine zuviel (Regie Fernando Trueba) mit und spielte (zusammen mit den Solisten Camilo, Michael Mossman, Lincoln Goines, Johan Hörlén und Shannon Barnett) mit der WDR Big Band (Repercussions).
Ab den 2000er-Jahren arbeitete Almond weiterhin mit Wayne Krantz, John Tropea, Raul Agraz und David Finck (BASSically Jazz, 2018). Im Bereich des Jazz war er laut Tom Lord zwischen 1990 und 2018 an 21 Aufnahmesessions beteiligt, als Sessionmusiker außerdem an Produktionen von Patti LaBelle. Gegenwärtig (2019) gehört er auch dem Ralph Bowen Quartet mit Jim Ridl und Kenny Davis an.